# Operación Estrella Solitaria
La «Operación Estrella Solitaria»; (en inglés: Operation Lone Star), (OLS acrónimo en Inglés) es una operación conjunta entre el Departamento de Seguridad Pública de Texas y el Departamento Militar de Texas a lo largo de la frontera sur entre el Estado de Texas y México, que comenzó en 2021 y actualmente está en curso. Según el gobernador de Texas, Greg Abbott, la operación tiene como objetivo contrarrestar el aumento de la inmigración ilegal, el tráfico ilegal de drogas y el tráfico de personas. Entre el año fiscal 2020 y el año fiscal 2021, las detenciones de migrantes habían aumentado un 278 % a lo largo de la frontera entre Estados Unidos y México. En abril de 2022, Operación Estella Solitaria gastaba aproximadamente 2,5 millones de dólares por semana y se esperaba que costara aproximadamente 2 mil millones de dólares por año.
Aproximadamente 10.000 miembros de la Guardia Nacional fueron desplegados en apoyo de la Operación Estrella Solitaria en el momento álgido de la operación, y alrededor de 6.000 estaban desplegados en noviembre de 2022. Según la oficina del gobernador, OLS ha resultado en 496.700 detenciones de migrantes, 38.700 arrestos criminales (incluidos 35.100 cargos por delitos graves) y 454 millones de dosis de fentanilo incautadas. Un año después del inicio de la Operación Estrella Solitaria, Texas experimentó un aumento del 9% en los encuentros de migrantes a lo largo de su frontera con México, en comparación con un aumento del 62% en Arizona, California y Nuevo México a lo largo de sus respectivas fronteras con México.
La Operación Estrella Solitaria ha recibido críticas del gobierno federal, funcionarios estatales y defensores de los inmigrantes por el trato que les da, incluida la retención de agua y las órdenes de empujar a los inmigrantes de regreso al Río Bravo.
Según el gobernador, en enero de 2024, 102.100 migrantes fueron trasladados voluntariamente en autobús a ciudades santuario en todo Estados Unidos. Algunos inmigrantes también fueron trasladados en avión directamente a estas ciudades. Esto ha resultado en crisis migratorias en ciudades como Nueva York, Chicago y Washington, D.C., ya que los recursos locales se agotan para atender a los recién llegados. Los funcionarios locales de las ciudades santuario criticaron el programa de transporte en autobús y respondieron solicitando asistencia federal, multando a las empresas de autobuses chárter que transportaban inmigrantes y enviando inmigrantes a otras ciudades.
En enero de 2024, funcionarios de Texas tomaron el control del Parque Shelby en el Eagle Pass, que era utilizado con frecuencia por la Patrulla Fronteriza de los Estados Unidos para procesar las nuevas llegadas de inmigrantes. En general, a los agentes de la patrulla fronteriza se les prohibió la entrada al parque, excepto para acceder a una rampa para botes en el parque después de que tres migrantes se ahogaron cerca mientras cruzaban el Río Grande. Esto provocó un enfrentamiento entre funcionarios federales y estatales.
La administración de Joe Biden ha dicho que remitiría la disputa al Departamento de Justicia de los Estados Unidos si no se restableciera el acceso a los agentes de la patrulla fronteriza.

## Antecedentes y causas
A partir de la "Operación Linebacker" del ex gobernador Rick Perry, el Estado de Texas ha estado lanzando operaciones de seguridad fronteriza con una escalada cada vez mayor desde 2005. Estas operaciones tuvieron un alcance limitado debido a la autoridad exclusiva de los agentes federales de inmigración para deportar inmigrantes. La Operación Lone Star se lanzó en 2021 para responder al aumento de los cruces fronterizos, que el gobernador Abbott atribuyó a las políticas de inmigración de la Administración Biden. En el año fiscal 2021, las acciones de aplicación de la ley por parte de la Oficina de Aduanas y Protección Fronteriza de EE. UU., incluidas las detenciones y arrestos de migrantes, aumentaron a más de 1,9 millones, un aumento del 202 % con respecto al año fiscal 2020. Mientras tanto, se observó un aumento del 278 % en los encuentros con migrantes en el suroeste. frontera del año fiscal 2020 al 2021, que continuó aumentando hasta 2022. La Operación Lone Star se diferenciaba de operaciones fronterizas anteriores debido a la autoridad otorgada a los funcionarios estatales encargados de hacer cumplir la ley para arrestar a migrantes en los condados fronterizos por delitos como allanamiento de morada y tráfico de personas.
Los esfuerzos de la OLS para fortalecer las atribuciones de las autoridades locales para que actúen contra los inmigrantes indocumentados se han visto complicados por la tradicional delegación de poderes de aplicación de la ley de inmigración a funcionarios federales. En Arizona contra Estados Unidos, la Corte Suprema anuló una ley de Arizona que penalizaba la inmigración ilegal a nivel estatal.

## Reacciones

### Público
En junio de 2023, las encuestas del Texas Politics Project de la Universidad de Texas en Austin indicaron que el 59% de los tejanos respaldaba el aumento de los despliegues policiales y del gasto fronterizo.
La misión enfrentó críticas públicas, incluso de funcionarios estatales, tras informes de retrasos salariales, malas condiciones de vida y de trabajo, falta de equipos e instalaciones adecuados y múltiples suicidios e intentos de suicidio entre miembros del servicio. Según un informe del Army Times, los soldados estaban alojados en lo que describe como alojamientos estrechos, en vehículos recreativos reconvertidos y semirremolques, y también enfrentaban escasez de uniformes para el frío, equipo médico y baños portátiles. Según el Houston Chronicle, esto se agravó aún más cuando coincidió con recortes estatales en los beneficios educativos para los miembros del servicio para abordar los déficits presupuestarios, reduciendo la asistencia disponible para la matrícula a más de la mitad. Algunos miembros de la Guardia Nacional Aérea de Texas desplegados en apoyo de OLS también han criticado la planificación y ejecución de la operación, y casi el 30% de los 250 participantes en una encuesta de la Guardia Nacional Aérea de 2022 informaron frustración por la duración, la prisa y la naturaleza involuntaria de la operación.
El 13 de enero de 2022, un juez de un tribunal estatal de distrito en el condado de Travis, Texas, concedió a Jesús Alberto Guzmán Curipoma, de Ecuador, un recurso de hábeas corpus, dictaminando que el programa estatal violaba la cláusula de supremacía de la Constitución de los Estados Unidos.  El 25 de febrero de 2022, el Tercer Tribunal de Apelaciones de Austin confirmó la decisión del tribunal inferior.
Los funcionarios estatales y federales del Partido Republicano apoyaron los esfuerzos de Texas y criticaron la oposición de la administración Biden.

### Gobierno Federal
En julio de 2022, el Departamento de Justicia abrió una investigación de derechos civiles de la Operación Estrella Solitario. Según un correo electrónico del Departamento de Seguridad Pública de Texas obtenido por el Texas Tribune, la investigación se centra en revisar si Operación Estrella Solitario viola el Título VI de la Ley de Derechos Civiles de 1964, que prohíbe la discriminación por motivos de raza, color u origen nacional por parte de los programas. que reciben fondos federales.
El 24 de julio de 2023, el Departamento de Justicia de los Estados Unidos presentó una demanda en el Distrito Oeste de Texas alegando que la construcción de barreras flotantes en el Río Grande cerca de Eagle Pass por parte de OLS sin permiso violaba la Ley de Ríos y Puertos de 1899. En un comunicado anunciando la demanda, la Fiscal General Adjunta Vanita Gupta dijo que las barreras representan un peligro para la navegación y la seguridad pública, presentan preocupaciones humanitarias y han provocado protestas diplomáticas por parte de México. En respuesta, Texas argumentó que el área del Río Grande cerca de Eagle Pass no está comprendida en la Ley y que las barreras flotantes no son una "estructura" sujeta a los requisitos de la Ley. Texas también argumentó que la Cláusula Compacta de la Constitución de los Estados Unidos, que permite a los estados entrar en guerra si son invadidos, permite a Texas construir barreras debido a la declaración de invasión del Gobernador Abbott. El 6 de septiembre, el tribunal de distrito aceptó la moción del Departamento de Justicia para una orden judicial preliminar y ordenó a Texas mover la barrera a la orilla del río y cesar la instalación de nuevas barreras. En respuesta, Texas apeló la orden ante el Tribunal de Apelaciones del Quinto Circuito, que emitió una orden el 1 de diciembre confirmando la orden judicial. El tribunal también encontró que Texas no ha ofrecido evidencia concreta de que la barrera haya salvado vidas o reducido la migración ilegal. El resultado del caso está pendiente de una nueva audiencia en pleno en el Quinto Circuito.
Agentes federales de la patrulla fronteriza cortaron y destruyeron alambre de púas desplegado por Texas como parte de la Operación Estrella Solitaria, pero se les impidió hacerlo excepto para proporcionar ayuda médica de emergencia por una orden temporal emitida por un juez en el Distrito Oeste de Texas el 30 de octubre 2023. El 30 de noviembre, el tribunal retiró la orden judicial, permitiendo a la Patrulla Fronteriza reanudar el corte del alambre en espera del juicio del caso. El Quinto Circuito restableció la orden temporal sobre cortar alambre de púas en diciembre de 2023. En enero de 2024, la Corte Suprema restableció la capacidad de los agentes de la patrulla fronteriza de cortar alambre de púas en espera del resultado del caso. Texas continuó colocando alambre de concertina y bloqueando a los agentes de la patrulla fronteriza después del fallo, que sólo se refería a la orden judicial temporal contra los agentes de la patrulla fronteriza que cortaban alambre de púas. El caso está en curso y está previsto que se presente ante el Quinto Circuito el 7 de febrero de 2024.
Desde 2022, Abbott ha invocado repetidamente las "cláusulas de invasión" de la Constitución para justificar legalmente sus esfuerzos en materia de aplicación de la ley de inmigración, que normalmente cae dentro del ámbito federal. Abbott ha acusado a la administración de Biden de no proteger a Texas contra una "invasión" en virtud del Artículo IV, Sección 4 de la Constitución, facultando así al estado a actuar en virtud del Artículo I, Sección 10, Cláusula 3. Texas también ha intentado sin éxito utilizar este argumento en un tribunal federal.

### Enfrentamiento de Eagle Pass
El 11 de enero de 2024, la Guardia Nacional de Texas tomó el control de Shelby Park, un área de parque en la ciudad de Eagle Pass, situada a lo largo del río Grande que separa la frontera entre México y Estados Unidos, después de que el gobernador de Texas, Greg Abbott firmara una declaración de emergencia para cerrar el parque. Abbott citó la crisis fronteriza entre ambas naciones norteamericanas y la necesidad de asegurar dicha frontera en su declaración. La Guardia Nacional de Texas impidió que los agentes de la Patrulla Fronteriza de Estados Unidos patrullaran el área, que la Patrulla Fronteriza había estado utilizando para detener a migrantes en las últimas semanas. Tras el cierre, tres inmigrantes fueron encontrados ahogados en el Río Grande.
El 22 de enero, la Corte Suprema de Estados Unidos emitió una orden para anular una orden judicial del Tribunal de Apelaciones del Quinto Circuito de Estados Unidos que impedía a los agentes de la Patrulla Fronteriza cortar alambre de concertina, que la Guardia Nacional ha estado utilizando para hacer una cerca en Shelby Park. El fallo se refería a una disputa anterior y no se refería al despliegue de alambre de púas por parte de Texas ni al bloqueo de la entrada de funcionarios federales al parque. El 24 de enero, Abbott respondió afirmando que Texas se negaría a permitir que las autoridades federales accedieran al parque, prometiendo «proteger la soberanía de nuestro estado».   Un enfrentamiento militar entre las autoridades estatales y federales sobre la inmigración es único en la historia moderna de Estados Unidos.

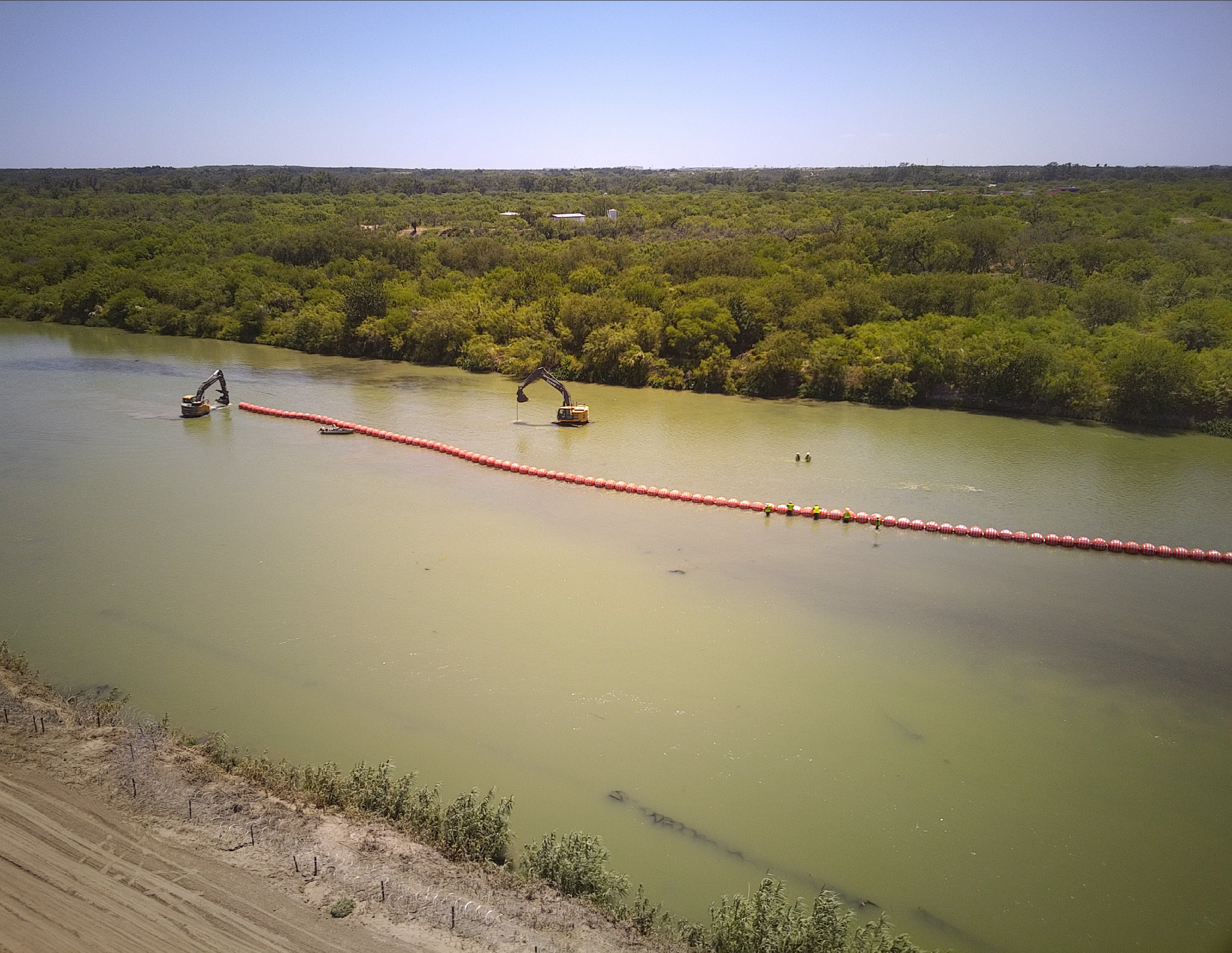
Construcción de barrera en el Rio Bravo

A raíz de la decisión de la Corte Suprema, todos los gobernadores republicanos a nivel estatal, con excepción de Phil Scott, anunciaron su apoyo al gobierno de Texas en la disputa, al igual que el presidente de la Cámara de Representantes, Mike Johnson.

## Resultados
Hasta enero de 2024, la OLS ha dado lugar a 496.700 detenciones de migrantes, 38.700 arrestos penales (incluidos 35.100 cargos por delitos graves) y 454 millones de dosis de fentanilo incautadas, según la oficina del gobernador.
Sin embargo, una investigación de marzo de 2022 realizada por ProPublica, The Texas Tribune y The Marshall Project encontró que el Departamento de Seguridad Pública de Texas había contado más de 2000 arrestos sin ningún vínculo con la OLS o la seguridad fronteriza en el total de la OLS. Si bien esos arrestos fueron eliminados luego de las preguntas de los periodistas, el informe también encontró que el DPS continúa incluyendo arrestos en su base de datos OLS sin un vínculo claro con los objetivos declarados de la operación.
Las persecuciones a alta velocidad han aumentado en Texas, particularmente en los condados donde se lleva a cabo OLS. Las persecuciones se han relacionado con persecuciones de conductores, a menudo ciudadanos estadounidenses, a quienes se les paga para sacar de contrabando a inmigrantes de los condados fronterizos.  Human Rights Watch descubrió que más de dos tercios de las persecuciones policiales en Texas ocurrieron en los condados de OLS, que albergaban al 13% de la población del estado. Según HRW, 74 personas murieron y 189 resultaron heridas como resultado de estas persecuciones, lo que resultó en una tasa de mortalidad por persecuciones de vehículos 8 veces mayor que la tasa nacional. También encontró un promedio de $177,000 por mes en daños a la propiedad relacionados con estas persecuciones, frente a $73,000 por mes antes de la OLS.
Los costos de la operación han resultado en la transferencia de fondos de los presupuestos de otras agencias gubernamentales de Texas, particularmente el Departamento de Justicia Penal de Texas, que opera las prisiones estatales. El reembolso de los costes se ha cubierto en parte con la ayuda federal COVID.
Texas ha experimentado tasas de aumento más lentas en los encuentros con inmigrantes que los estados vecinos desde el inicio de la OLS. Un año después de su creación, Texas experimentó un aumento del 9 % en los encuentros, en comparación con un aumento del 62 % en los encuentros en Arizona, California y Nuevo México, otros tres estados fronterizos con México.

### Programa de transporte
Como parte de la Operación Lone Star, Texas estableció un programa para enviar migrantes voluntariamente a ciudades santuario en otros estados, generalmente a través de autobuses. Abbott ha declarado que el propósito del programa de autobuses para migrantes era brindar a las ciudades fronterizas de Texas alivio ante la llegada de migrantes, lo que atribuye a las políticas de inmigración de la administración Biden, y llevar los costos de la crisis fronteriza a las ciudades demócratas que habían estado desestimando  Abbott también se ha burlado de los líderes de las ciudades a las que envió inmigrantes por decir que les dan la bienvenida. Los autobuses ofrecen transporte gratuito y comida a los inmigrantes, muchos de los cuales han expresado su gratitud por poder viajar más cerca de sus destinos preferidos. Sin embargo, algunos defensores de los inmigrantes informaron de casos de autobuses enviados sin las provisiones adecuadas. El estado informó haber enviado 102.100 inmigrantes a ciudades fuera de Texas, contribuyendo a la crisis de vivienda para inmigrantes en la ciudad de Nueva York y otras crisis en ciudades como Chicago, Denver y Washington D. C. Los funcionarios de estas ciudades han respondido a la caída de migrantes implementando medidas de emergencia y declarando estados de emergencia. Algunas ciudades lideradas por demócratas, como Denver y Nueva York, también han respondido ofreciendo a los inmigrantes viajes gratuitos en autobús y avión a otras ciudades.
Para llevar a cabo el programa de autobuses, las compañías de autobuses chárter transportan a los migrantes a un costo de alrededor de $1,650 por migrante, con fondos provenientes tanto de la legislatura de Texas como de donantes privados. Unos cientos de inmigrantes también han sido trasladados en avión desde Texas a ciudades santuario. Los funcionarios locales en las ciudades santuario han intentado tomar medidas enérgicas contra los programas de transporte en autobús mediante multas y ordenanzas dirigidas a las compañías de autobuses chárter. La ciudad de Nueva York, en particular, ha presentado una demanda contra 17 empresas de autobuses chárter responsables del transporte de migrantes.
Los funcionarios de áreas que enfrentan oleadas de inmigrantes han pedido a la administración Biden que cambie las políticas de inmigración. También han solicitado ayuda federal para financiar sus respuestas a la afluencia de inmigrantes y reembolsar los costos. Washington, D.C., en particular, ha solicitado el despliegue de la Guardia Nacional del D.C. para ayudar en la crisis migratoria, pero ha sido rechazado.
Los funcionarios republicanos han expresado su aprobación del programa de autobuses OLS para dar atención nacional a la crisis migratoria. Las reacciones de los funcionarios demócratas han cambiado a medida que la afluencia de inmigrantes creció con el tiempo. En 2022, la secretaria de prensa de la Casa Blanca, Jen Psaki, dijo que era "agradable que el estado de Texas ayudara [a los inmigrantes] a llegar a su destino final", mientras que en 2023, la Casa Blanca y otros demócratas calificaron el programa de transporte en autobús como un "truco político". Otros estados y ciudades, tanto demócratas como republicanos, así como organizaciones benéficas locales, han seguido a Texas en la organización de operaciones de autobuses para trasladar a los inmigrantes al resto del país.